# Memphis (Alabama)
Memphis è un comune degli Stati Uniti d'America situato nella contea di Pickens dello Stato dell'Alabama.